# Bóng tối

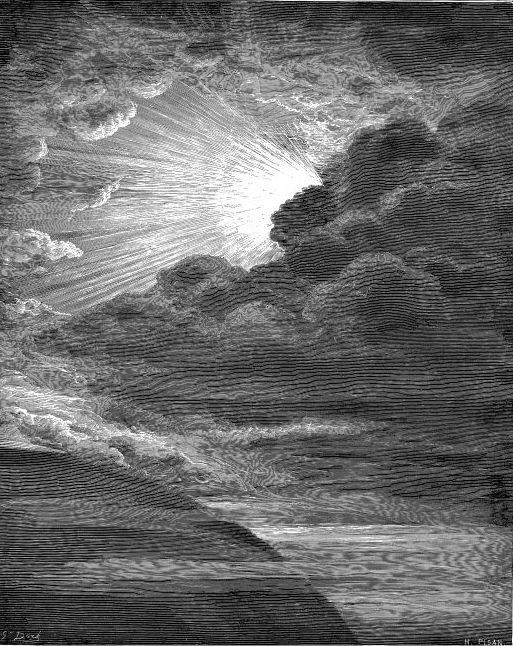
Bức tranh Sự sáng tạo Ánh sáng, của Gustave Doré

Bóng tối, hay độ tối, độ đen là từ đối nghĩa với độ sáng, dùng để chỉ tình trạng không được chiếu sáng hoặc thiếu ánh sáng khả kiến.
Thị giác của con người không thể phân biệt được các màu sắc trong các điều kiện độ sáng quá cao hoặc độ tối cao. Trong điều kiện không đủ mức độ chiếu sáng, nhận thức của thị giác về màu sắc có thể rơi vào khoảng từ mức độ mù màu hoàn toàn (chỉ cảm nhận được độ sáng) tới mức mọi vật chỉ có tối đen và không thể nhận thấy gì hết.
Cảm hứng đối với bóng tối đã tạo nên những cách sử dụng ẩn dụ của thuật ngữ này trong nhiều nền văn hóa.
Khi ta nói về một thời điểm trong ngày, buổi tối hoàn toàn xảy ra khi Mặt trời nằm ở phía dưới đường chân trời một góc lớn hơn 18°, và không còn ảnh hưởng nào nữa của hoàng hôn trên bầu trời đêm.

## Khái niệm khoa học

### Trong nhận thức
Nhận thức về bóng tối của con người khác với sự mất đi đơn thuần của ánh sáng do các ảnh hưởng của nhận thức lưu ảnh của mắt. Sau khi không còn tiếp xúc với vật sáng, mắt vẫn hoạt động, và một phần của võng mạc không được còn được kích thích nữa sẽ tạo ra một dư ảnh bổ sung ở đó.

### Trong vật lý
Về mặt vật lý, một vật thể được gọi là tối khi nó hấp thụ nhiều các photon hơn (và phản xạ chúng vào mắt ít hơn), khiến nó trông có vẻ đen mờ hơn so với các vật thể khác. Ví dụ, sơn màu đen không phản chiếu được nhiều ánh sáng khả kiến và trông có vẻ tối, trong khi sơn màu trắng phản chiếu nhiều ánh sáng và trông có vẻ sáng sủa (xem thêm tại màu sắc). Tuy một vật thể có thể trông thấy là tối, nhưng nó có thể phát sáng ở các tần số bức xạ mà con người không thể cảm nhận được.
Một khu vực tối là mà sự tiếp cận tới nguồn sáng hạn chế, khiến mọi thứ khó được nhìn thấy. Các khoảng thời gian được tiếp xúc với ánh sáng và bóng tối xen kẽ nhau (cụ thể là đêm và ngày) đã gây ra một số đặc điểm thích nghi tiến hóa đối với bóng tối. Khi một động vật có xương sống, chẳng hạn như một con người, đi vào một khu vực tối hơn, đồng tử của mắt sẽ giãn ra, cho phép lượng ánh sáng nhiều hơn vào mắt và để tăng thêm khả năng nhìn đêm. Ngoài ra, các tế bào cảm nhận ánh sáng trong mắt người (tế bào hình que và hình nón) sẽ tái tạo nhiều rhodopsin tự nhiên để có thể thích nghi với bóng tối.
Một loại thang đo bóng tối khoa học là Thang đo bầu trời-tối Bortle, dùng để biểu thị độ sáng khả khiến của bầu trời đêm và các ngôi sao tại một địa điểm cụ thể, cũng như khả năng quan sát của các thiên thể ở địa điểm đó. (Xem thêm: Độ sáng của bầu trời)

### Trong kỹ thuật
Màu sắc của một điểm, trên màn hình máy tính 24 bit tiêu chuẩn, được xác định bởi ba giá trị RGB (đỏ, xanh lục, xanh lam), mỗi giá trị nằm trong khoảng từ 0-255. Khi tất cả các ánh sáng màu thành phần gồm đỏ, xanh lục và xanh lam của một pixel được phát ra đầy đủ (tương ứng với giá trị RGB 255,255,255), pixel ấy hiện ra màu trắng; khi cả ba thành phần đều không được phát (0,0,0), pixel sẽ hiện màu đen.
Vật liệu tối nhất từng được ghi nhận là Vantablack, với kết quả hấp thụ 99,965% ánh sáng nhìn thấy được.

## Trong văn hóa

### Hội họa

Bức Tiếng gọi của thánh Matthew của Caravaggio sử dụng bóng tối cho các hiệu ứng chiaroscuro (tương phản) của nó.

Các họa sĩ sử dụng bóng tối để nhấn mạnh và tương phản sự hiện diện của ánh sáng. Bóng tối có thể được sử dụng như một đối trọng với các khu vực sáng để tạo ra các đường nét nổi bật và các khoảng trống của tranh. Các hình thể như vậy nhằm dẫn sự chú ý của người xem, xung quanh các phần bức tranh. Bóng còn giúp đổ thêm chiều sâu và phối cảnh cho một bức tranh. Xem thêm bài chiaroscuro để hiểu hơn về việc sử dụng các nghệ thuật tương phản như vậy trong các phương tiện trực quan.
Các loại sơn màu có thể được trộn với nhau để tạo bóng tối, bởi vì mỗi màu sắc của chất hấp thụ các tần số ánh sáng nhất định. Về mặt lý thuyết, trộn lẫn ba màu cơ bản hoặc ba màu thứ cấp sẽ hấp thụ tất cả ánh sáng khả kiến và tạo ra màu đen. Trong thực tế, rất khó để có thể thu được hỗn hợp sơn màu tối mà không có ánh nâu.

### Văn chương

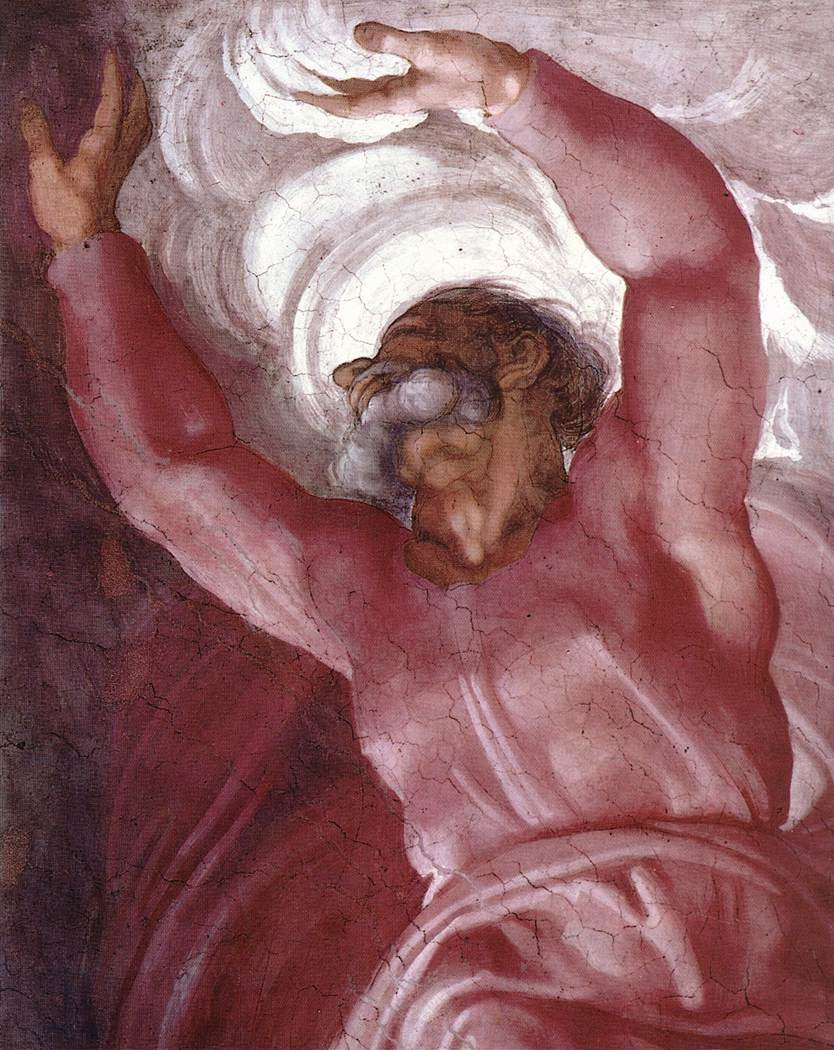
Ánh sáng và bóng tối được tách biệt ra ngay vào ngày đầu tiên của sự sáng thế, từ Trần nhà nguyện Sistine của Michelangelo

Là một thuật ngữ thi ca trong thế giới phương Tây, bóng tối được sử dụng để ám chỉ sự hiện diện của những cái bóng, các loại tà ác và những linh cảm không lành, hoặc như theo cách nói hiện đại, để ám chỉ rằng một câu chuyện thật nghiệt ngã, nặng nề hoặc rất là phiền muộn.

#### Tôn giáo
Tự sự về sự sáng tạo thế giới đầu tiên trong Kitô giáo bắt đầu bằng bóng tối, trong đó nó giới thiệu việc ánh sáng được tạo ra và tách bạch ánh sáng khỏi bóng tối (đây khác với sự tạo ra mặt trời và mặt trăng vào ngày thứ tư của sự sáng tạo). Do đó, mặc dù cả ánh sáng và bóng tối đều đã được bao hàm toàn diện trong các tác phẩm của Chúa toàn năng— bóng tối lại bị coi là "tai họa thứ hai từ cuối" (kinh Xuất hành 10:21) và là nơi của những "tiếng khóc lóc và rên rỉ" (Mátthêu 8:12).
Kinh Qur'an đã được diễn ý rằng những người đi quá giới hạn của những gì là lẽ phải sẽ phải chịu "sự tuyệt vọng và bóng tối lạnh như băng" (Nab 78.25).
Erebus là một trong những vị thần nguyên thủy trong thần thoại Hy Lạp, là nhân vật đại diện cho bóng tối.

#### Triết học
Trong triết học Trung Quốc, Âm chính là nửa đại diện cho tính "nhu" trên một Thái cực đồ và nó được biểu diễn bằng một phần hình màu tối.

#### Thi ca
Việc sử dụng bóng tối như một phương tiện tu từ có truyền thống rất lâu đời. Shakespeare, tác giả sống vào khoảng thế kỷ 16 và 17, đã sáng tạo ra một nhân vật được gọi là "hoàng tử bóng tối" (vở Vua Lia: III, iv) và sử dụng hình ảnh "hàm răng tối" để nuốt chửng tình yêu. (Giấc mộng đêm hè: I, i)  Chaucer, một nhà văn từ miền Trung của Anh vào thế kỷ 14, tác giả của bộ The Canterbury Tales, đã viết rằng các hiệp sĩ phải ngừng đi những "công việc của bóng tối". Trong Thần khúc, Dante đã mô tả địa ngục như là một "vết bẩn tối tăm".

#### Ngôn ngữ
Trong tiếng Anh cổ có ba từ mang nghĩa là bóng tối: heolstor, genip và sceadu. Heolstor cũng có nghĩa là "nơi ẩn náu" và sau này nó trở thành từ "holster" (nghĩa là bao da). Genip có nghĩa là "sương mù" nhưng dần không còn được sử dụng nữa, như nhiều động từ mạnh khác trong ngôn ngữ này. Tuy nhiên, nó vẫn còn được sử dụng trong tiếng Hà Lan, như cụm từ "in het geniep" có nghĩa là bí mật. Còn Sceadu có nghĩa là "cái bóng" và nay vẫn được sử dụng dưới dạng từ "shadow". Từ "tối", dark, được phát triển từ từ gốc deorc của tiếng Anh cổ.